# Venanzo Crocetti
Venanzo Crocetti (Giulianova, 1913 — Roma, 2003) foi um escultor italiano.

## Biografia
Em 1938 Venanzo Crocetti recebeu o Grand Prix na 19.ª Bienal de Veneza. Em 1966 completa "O Portão dos Sacramentos" para a Basílica de São Pedro de Roma. Em 1972, em Roma, foi nomeado presidente da Accademia di San Luca.
Crocetti também recebeu o Prêmio de Ouro do Ministério da Educação da Itália para a sua realização nas artes e cultura.
Desde 1991 que uma sala do Museu Nacional do Hermitage em São Petersburgo é dedicada à sua obra.
O  Museu Venanzo Crocetti é um museu de Roma a ele dedicado, e que recolhe mais de cem de suas obras.